# Музей віслюка
Музей віслюка — перший та єдиний музей віслюка в Україні. Створений у квітні 2009 р. на базі ферми «Диво-віслюк» («Диво-віслючок») у с. Залісне Бахчисарайського району в Криму. Засновниками музею стали брати Іван та Микола Помогалови. Офіційно як музей зареєстрований не був. Інформація про функціонування музею після російської окупації Криму відсутня.

## Ідея створення
Ідея створення музею пов'язана із родинним туристичним бізнесом братів Помогалових, які в 2003 р. відкрили єдину в Україні ослину ферму «Диво-віслюк» на території колишнього колгоспу «Україна» в Каралезькій долині. На момент створення музею на фермі проживало 56 віслюків сомалійської і нубійської порід, які катали туристів гірськими маршрутами навколо сфінксів Каралезької долини, до підніжжя гори Мангуп, до печерного міста Ескі-Кермен; брали участь у театральних виставах та знімались у художніх фільмах «9 рота», «Диверсант» і «Сафо», «Іван Піддубний», «Тарас Бульба» тощо.
Віслюки ферми були «живими експонатами». Відвідувачам було дозволено їх гладити, годувати, кататись, доїти, пити осляче молоко, битись подушками верхи на тваринах, грати в «ослине поло». Для місцевих мешканців і соціально вразливих верств населення — людей з обмеженими фізичними можливостями та дітей, позбавлених батьківського піклування, — передбачалась можливість безкоштовних екскурсій на віслюках.
Також створенню музею сприяла популярність віслюків у с. Залісне. У 2008 році, до 5-річчя заснування ферми «Диво-віслюк», в селі був встановлений перший в Україні пам'ятник віслюкові. Пам'ятник виконаний із сучасних полімерних матеріалів (понад 10 компонентів). Ідея спорудження належала родині Миколи Помогалова, задум втілив у життя один із кримських скульпторів.

## Експонати музею
На момент створення музей розташовувався під відкритим небом у великому наметі в черешневому саду поруч фермою «Диво-віслюк». Надалі планувалось перенести експонати у спеціальне приміщення, оскільки передбачалося функціонування музею протягом цілого року.
Основою музею стала виставка «Віслюк — друг людини». Місія музею — показати роль віслюків у різні історичні періоди. Зокрема, під час Кримської війни віслюки підвозили ядра, маленькі гармати, а під час Другої світової війни вони брали участь у партизанському русі. Тому на виставці була представлена шапка-вушанка з перев'язаною червоною стрічкою, автомат.
Фонд музею налічував понад 100 експонатів — предметів, що пов'язані з віслюками: вози, збруя, упряж, хомути, підкови, сувенірні віслюки, що дарувалися фермі «Диво-віслюк», інформаційні матеріали про історію віслюків у Криму, казки, героями яких були віслюки тощо. Також серед експонатів була вирізана з дерева голова віслюка, старі глеки і гармата, які возили на собі віслюки. За словами дружини Івана Помогалова і управляючої музеєм Оксани Помогалової частина експонатів була позичена з інших музеїв Бахчисарайського району.

## Діяльність після окупації Криму
Після російської окупації Криму брати Помогалови отримали російське громадянство і продовжили родинний бізнес. У 2020 р. була створена сторінка ферми у соцмережі Фейсбук, однак інформація про музей на ній відсутня. Також відсутні згадки про музей у відеоогляді ферми (весна 2024 р.), хоча у відео за серпень 2021 р. показано вхід до приміщення з назвою «Музей».
Після повномасштабного вторгнення росії в Україну Іван та Микола Помогалови висловили підтримку СВО на своїх сторінках у соцмережі Фейсбук. Микола Помогалов очолює воєнно-історичне товариство в окупованому Криму і є директором еко-парка родинного дозвілля «Лукомор'є». Іван Помогалов внесений до бази Центру «Миротворець» як пособник російських окупантів в Криму за членство у бахчисарайському відділенні партії «Єдина росія».